# Фация (геохимия)
Фа́ция (в геохимии) — совокупность физико-химических условий среды, определяющих характер седиментации и диагенеза осадков.

## Описание
Основная характеристика — ограниченные колебания значений:
1. концентрации водородных ионов (pH),
2. окислительно-восстановительного потенциала (Eh),
3. температуры,
4. минерализации и солевого состава вод,
5. концентрации органического вещества в осадках.

Основные группы: континентальные и морские.
В современных морских и внутриматериковых водоёмах можно измерить параметры характерны для той или иной фации, но для древних бассейнов реконструкция будет приближённой к действительной. Как правило, основой для этого служат количественные соотношения аутигенных минералов поливалентных элементов (Fe, Mn, U, S и др.), обладающих определёнными полями устойчивости в рамках системы Eh—pH.